# Юкон (плато)
Вижте пояснителната страница за други значения на Юкон.
Юкон (на английски: Yukon Plateau) е обширно плато в северозападната част на Северна Америка, съставна част на Северноамериканските Кордилери. Заема по-голямата вътрешна част на щата Аляска и северозападната част на Канада, територия Юкон. На север е ограничено от планината Брукс, на юг – от планините Аляски Кордилери и Свети Илия, а на изток – от планината Маккензи. На запад достига до бреговете на Берингово и Чукотско морета.

## Релеф, геоложки строеж, полезни изкопаеми
Платото Юкон се състои от редица големи планински масиви, разделени от дълбоки тектонски падини: в Аляска – планините Кайю (867 m), Кускокуим (1374 m), Рей (1707 m) и др.; в Канада – планините Ричардсън (1981 m), Огилви (2362 m), Уернек, Доусън и др. Средната височина на планините, дълбоко разчленени от реките, е 1500 – 2000 m, като дъната на междупланинските котловини на запад лежат на височина до 200 m, а на югоизток се повишават до 500 m. Платото е изградено от древни силно метаморфозирани скали с внедрени мезозойски интрузии и покривка от много по-млади вулканични скали. Разработват се находища на мед, олово, каменни въглища, волфрам, злато.

## Климат
Климатът е субарктичен, континентален. Средната януарска температура варира от -10°с на запад до -30°С на изток, а средната юлска – от 10 до 15°С. Абсолютния минимум е -64°С в канадската територия Юкон. Годишната сума на валежите е около 300 mm/m². Повсеместно е разпространена вечно замръзналата почва.

## Води
Почти цялата територия на платото Юкон принадлежи към водосборния басейн на река Юкон, като най-големите притоци са Пели, Уайт, Стюарт, Поркюпайн, Танана, Коюкук и др. Течащите през котловините реки образуват многочислени меандри.

## Растителност
Покрай реките и техните заливни тераи виреят ниски ивово-тополови гори, а по техните надзаливни тераси и по долните части на склоновете на планините – иглолистни гори, съставени от смърч и лиственица. Районите над 400 m н.в. са заети от редки иглолистни гори, а над 600 – 7000 m се заменят с планинско-тундрова растителност.